# Sứt môi và hở hàm ếch
Sứt môi, hở hàm ếch và chẻ vòm hầu là các dạng bất thường bẩm sinh ở môi và miệng thấy khá nhiều trong các sắc dân Á châu.

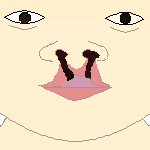
Sứt môi đôi
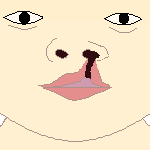
Sứt môi một bên
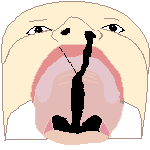
Sứt môi một bên, hở hàm ếch và chẻ vòm hầu

## Dịch tễ học
Chứng sứt môi và chẻ vòm hầu đứng đầu trong các khuyết tật bẩm sinh - khoảng 1/600 trẻ sơ sinh bị chứng này, từ trường hợp rất nhẹ cho đến nặng.. Tỉ lệ cao nhất ở dân châu Á, tiếp theo là dân da trắng, và thấp nhất ở dân da đen. Nam nhiều hơn nữ. Nhiều gia đình có nhiều con cùng bị khuyết tật - đưa đến giả thuyết có yếu tố di truyền hay do độc tố môi trường chung quanh người mẹ. Một số có thêm những khuyết tật bẩm sinh khác, một số khác lại không.

## Phân dạng
- 18% sứt môi một bên, không bị chẻ vòm hầu
- 2% sứt môi hai bên, không bị chẻ vòm hầu
- 38% sứt môi một bên và chẻ vòm hầu
- 12% sứt môi hai bên và chẻ vòm hầu
- 30% chẻ vòm hầu, không sứt môi. Dạng này tỉ lệ 1/2000, ở nữ nhiều hơn nam. Chia làm nhiều dạng khác, trong đó có dạng chẻ dưới mô mạc (1/1200-2000) và dạng chẻ lưỡi gà (1/80).[3]

## Điều trị

### Sơ sinh
Vì các khuyết tật này có thể được chữa trị khi trẻ lớn trên 1 tuần , mọi cố gắng nên được thực hiện giúp trẻ sơ sinh có đủ dinh dưỡng để phát triển và đủ sức chịu đựng cuộc giải phẫu. Các trường hợp nhẹ hơn như sứt môi, hở hàm ếch phía trước miệng thì trẻ có thể bú mẹ. Khi trẻ có thể ngậm được cả quầng vú vào miệng thì một phần vú sẽ che được chỗ hở và trẻ có thể bú tốt hơn. Trẻ bị chẻ vòm hầu sâu (hở ở thành trên và sau họng) thì khi bú dễ bị sặc hay trào lên mũi, khó nuốt. Có thể cho uống sữa bằng muỗng hoặc theo ống thông vào dạ dày.

### Phẫu thuật

#### Lịch sử
- Nhà hùng biện Hy Lạp Demosthenes (384 – 323 TCN) dùng viên sỏi để lấp lỗ hở vòm hầu để nói rõ hơn [5]
- Năm 1552 Jacques Houllier đề nghị khâu hai phần vòm vào nhau.
- Năm 1564 y sĩ tên Pare mô tả cách dùng mô giả làm lấp khe hở.
- Năm 1764 nha sĩ Pháp LeMonnier thực hiện phẫu thuật thành công vá chỗ chẻ vòm hầu mềm.
- Năm 1834 Dieffenbach vá cả phần cứng và mềm của vòm hầu.
- Năm 1861 von Langenbeck sử dụng cách tách mô bọc xương hai bên kéo vào giữa lấp khe hở
- Năm 1868 Billroth đề nghị cách đập vỡ khúc xương móc để dễ giải phẫu
- Kỹ thuật của von Langenbeck được các y sĩ Gillies, Fry, Kilner, Wardill, Veau, và Dorrance lần lượt phát huy.
- Nhiều bác sĩ và nhà nghiên cứu tranh cãi nhau về thời gian tốt nhất để giải phẫu. Vì không được giải quyết thỏa đáng, phẫu thuật vá khe hở bị đình lại.
- Năm 1944 bác sĩ Schweckendiek khởi động và phát triển lại các cuộc giải phẫu giúp trẻ em bị hở vòm hầu.[3]

#### Tổng quát
Khái niệm chung là nên sửa vòm hầu trước khi trẻ lên 1 tuổi, nghĩa là trước khi nói giỏi. Lợi điểm về khả năng phát âm quan trọng hơn tác hại của mổ sớm như khi lớn lên bị hở lại hay làm răng hô, cắn nghiên v.v... Mục đích của giải phẫu là tạo một nắp ngăn (kín hơi và kín nước) giữa miệng và mũi, để trẻ có thể nói rõ ràng. Ngoài ra giải phẫu cũng giúp sự phát triển bình thường của hàm răng và gương mặt. Ba điều kiện cần thiết của phần mềm vòm hầu để tạo tiếng nói rõ là phải dài đủ, phải di động đủ, và phải cong theo hình dạng của vòm khẩu. Sửa sứt môi có thể thực hiện trước khi sửa vòm hầu và giúp phát âm tốt hơn. Tuy nhiên có thể sửa môi quá sớm có thể đưa đến nhiều vấn đề khi trẻ lớn và xương hàm mặt to lên nhiều hơn.